# 18734 Дарбу
18734 Дарбу (18734 Darboux) — астероїд головного поясу, відкритий 20 червня 1998 року.
Тіссеранів параметр щодо Юпітера — 3,356.